# Estación de Bon Pastor
Bon Pastor es una estación de las líneas 9 y 10 del metro de Barcelona. Se sitúa en la calle de San Adrián a la altura de la calle de Enric Sanchís, muy cerca del mercado de Bon Pastor y de una zona escolar. La estación tiene un solo acceso con escaleras mecánicas y ascensores. Cabe destacar que hasta la inauguración de esta estación la zona ha tenido déficit en transporte público.
La estación se puso en marcha el día 18 de abril del 2010 como terminal provisional de la L9 y la L10 y conecta con Gorg (L10) y Can Zam (L9). El 26 de junio del mismo año se alargó la L9/L10 hasta La Sagrera, dejando de ser esta la cabecera.

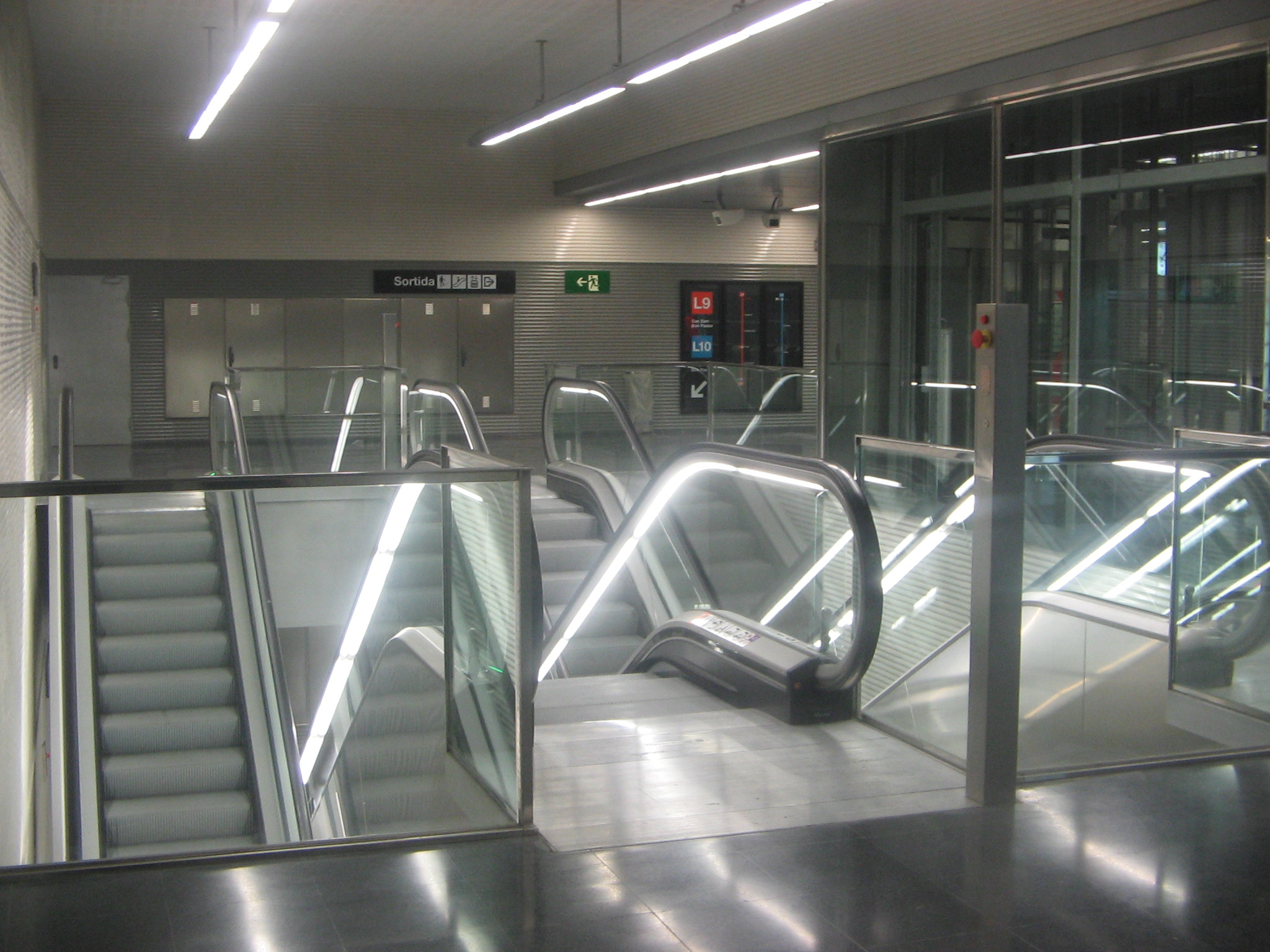
Acceso a los andenes desde el vestíbulo.

| << cabecera               | < estación       | línea | estación >   | cabecera >> |
| ------------------------- | ---------------- | ----- | ------------ | ----------- |
| Metro                     |                  |       |              |             |
| La Sagrera Terminal Sud   | Onze de Setembre |       | Can Peixauet | Can Zam     |
| La Sagrera Pratenc (20??) | Onze de Setembre |       | Llefià       | Gorg        |